# Eslovaquia en los Juegos Paralímpicos de Turín 2006
Eslovaquia estuvo representada en los Juegos Paralímpicos de Turín 2006 por un total de 16 deportistas, 13 hombres y tres mujeres.

## Medallistas
El equipo paralímpico eslovaco obtuvo las siguientes medallas:
| Nombre           | Deporte      | Evento                                     |
| ---------------- | ------------ | ------------------------------------------ |
| Oro              |              |                                            |
| —                |              |                                            |
| Plata            |              |                                            |
| Radomír Dudáš    | Esquí alpino | Supergigante discapacidad visual masculino |
| Bronce           |              |                                            |
| Iveta Chlebáková | Esquí alpino | Descenso de pie femenino                   |